# فلوريانو
فلوريانو هي بلدية في البرازيل، تتبع بياوي، بلغ عدد سكانها 57٬690  نسمة، في 2010، تبلغ مساحتها 3٬409٫664 كيلومتر مربع، رمزها البريدي هو 64800-000.